# Campeonato Mundial de Lucha de 2002
El LIV Campeonato Mundial de Lucha se realizó en tres sedes diferentes: la lucha grecorromana en Moscú (Rusia) entre el 20 y el 22 de septiembre, la lucha libre masculina en Teherán (Irán) entre el 5 y el 7 de septiembre y la lucha libre femenina en Calcis (Grecia) entre el 2 y el 3 de noviembre de 2002. Fue organizado por la Federación Internacional de Luchas Asociadas (FILA) y las correspondientes federaciones nacionales de los países sedes respectivos.

## Resultados

### Lucha grecorromana masculina
| Evento | Oro                          | Plata                          | Bronce                          |
| ------ | ---------------------------- | ------------------------------ | ------------------------------- |
| 55 kg  | Gueidar Mamedaliyev · Rusia  | Nepes Gukulov Turkmenistán     | Hasan Rangraz Irán              |
| 60 kg  | Armen Nazarian Bulgaria      | Włodzimierz Zawadzki · Polonia | Roberto Monzón González · Cuba  |
| 66 kg  | Jimmy Samuelsson · Suecia    | Fərid Mansurov Azerbaiyán      | Manuchar Kvirkvelia Georgia     |
| 74 kg  | Varteres Samurgashev · Rusia | Badri Jasaia Georgia           | Filiberto Azcuy Aguilera · Cuba |
| 84 kg  | Ara Abrahamian · Suecia      | Alexandr Menshchikov · Rusia   | Mohamed Abdelfatah · Egipto     |
| 96 kg  | Mehmet Özal Turquía          | Karam Gaber · Egipto           | Ali Molov Bulgaria              |
| 120 kg | Dremiel Byers Estados Unidos | Mihály Deák-Bárdos · Hungría   | Yuri Patrikeyev · Rusia         |

### Lucha libre masculina
| Evento | Oro                         | Plata                               | Bronce                      |
| ------ | --------------------------- | ----------------------------------- | --------------------------- |
| 55 kg  | René Montero Rosales · Cuba | Namiq Abdullayev Azerbaiyán         | Olexandr Zajaruk · Ucrania  |
| 60 kg  | Aram Margarian Armenia      | Oyuunbileguiin Pürevbaatar Mongolia | Mohamad Talaei Irán         |
| 66 kg  | Elbrus Tedeyev · Ucrania    | Alireza Dabir Irán                  | Zaur Botayev · Rusia        |
| 74 kg  | Mehdi Hayizadeh Irán        | Magomed Isagadzhiyev · Rusia        | Volodymyr Syrotin · Ucrania |
| 84 kg  | Adam Saitiyev · Rusia       | Yoel Romero Palacio · Cuba          | Mayid Jodaei Irán           |
| 96 kg  | Eldar Kurtanidze Georgia    | Alireza Heidari Irán                | Vadym Tasoyev · Ucrania     |
| 120 kg | David Musulbes · Rusia      | Alexis Rodríguez Valera · Cuba      | Aydın Polatçı Turquía       |

1. ↑  El ganador de la medalla de oro, el turco Harun Doğan, dio positivo en un control antidopaje y fue descalificado por la FILA, la medalla pasó al armenio Aram Margarian.[2]

### Lucha libre femenina
| Evento | Oro                            | Plata                      | Bronce                            |
| ------ | ------------------------------ | -------------------------- | --------------------------------- |
| 48 kg  | Brigitte Wagner · Alemania     | Inga Karamchakova · Rusia  | Ida Hellström · Suecia            |
| 51 kg  | Sofía Pumpuridu · Grecia       | Chiharu Icho Japón         | Natalia Golts · Rusia             |
| 55 kg  | Saori Yoshida Japón            | Tina George Estados Unidos | Ida-Theres Karlsson · Suecia      |
| 59 kg  | Aliona Kartashova · Rusia      | Lotta Andersson · Suecia   | Mabel Fonseca Ramírez Puerto Rico |
| 63 kg  | Kaori Icho Japón               | Sara Eriksson · Suecia     | Lene Aanes · Noruega              |
| 67 kg  | Kateryna Burmistrova · Ucrania | Lise Legrand Francia       | Kristie Marano Estados Unidos     |
| 72 kg  | Kyoko Hamaguchi Japón          | Wang Xu China              | Edyta Witkowska · Polonia         |

## Medallero
| Núm. | País           | Oro | Plata | Bronce | Total |
| ---- | -------------- | --- | ----- | ------ | ----- |
| 1    | Rusia          | 5   | 3     | 3      | 11    |
| 2    | Japón          | 3   | 1     | 0      | 4     |
| 3    | Suecia         | 2   | 2     | 2      | 6     |
| 4    | Ucrania        | 2   | 0     | 3      | 5     |
| 5    | Irán           | 1   | 2     | 3      | 6     |
| 6    | Cuba           | 1   | 2     | 2      | 5     |
| 7    | Estados Unidos | 1   | 1     | 1      | 3     |
| 7    | Georgia        | 1   | 1     | 1      | 3     |
| 9    | Bulgaria       | 1   | 0     | 1      | 2     |
| 9    | Turquía        | 1   | 0     | 1      | 2     |
| 11   | Alemania       | 1   | 0     | 0      | 1     |
| 11   | Armenia        | 1   | 0     | 0      | 1     |
| 11   | Grecia         | 1   | 0     | 0      | 1     |
| 14   | Azerbaiyán     | 0   | 2     | 0      | 2     |
| 15   | Egipto         | 0   | 1     | 1      | 2     |
| 15   | Polonia        | 0   | 1     | 1      | 2     |
| 17   | China          | 0   | 1     | 0      | 1     |
| 17   | Francia        | 0   | 1     | 0      | 1     |
| 17   | Hungría        | 0   | 1     | 0      | 1     |
| 17   | Mongolia       | 0   | 1     | 0      | 1     |
| 17   | Turkmenistán   | 0   | 1     | 0      | 1     |
| 22   | Noruega        | 0   | 0     | 1      | 1     |
| 22   | Puerto Rico    | 0   | 0     | 1      | 1     |
|      | TOTAL          | 21  | 21    | 21     | 63    |